# Clément Thibault
Clément Thibault est un critique d'art, commissaire d'exposition et enseignant français né en 1990. Il vit et travaille à Paris.

## Parcours

### Formation
Clément Thibault suit des études de management des activités culturelles et créatrices à la Toulouse Business School puis d'histoire de l'art à l'université Lille-III, avant d'assister la commissaire d'exposition Laurence Dreyfus (2013), puis de devenir rédacteur en chef d'Art Media Agency (2015-2016). Il travaille désormais comme indépendant.

### Activités
Critique d'art et commissaire d'exposition indépendant, il publie dans diverses revues spécialisées (Art Absolument, Possible, Art Media Agency, Modern Art, Critique d'art, Mowwgli, Jeunes Critiques d'art, etc.,,,) et participe régulièrement à des monographies d'artistes et catalogues d'expositions, par exemple sur le travail de Wahib Chehata,, Fred Forest,, Vladimír Škoda ou Lucien Murat. 
Il enseigne également l'histoire de l'art numérique ou l'histoire de l'art moderne et contemporain dans des écoles de management de la culture (ICART, IESA, EAC), de code et de game design (42, ICAN). 
Il siège au conseil d'administration du Cube et a été membre du jury du Salon de Montrouge de 2020. 
Il est membre de l'Association internationale des critiques d'art (AICA), de c-e-a et du collectif Jeunes critiques d'art.

### Approche critique et curatoriale
Clément Thibault développe une approche transversale qui balaye un champ large de la création, de l'art africain traditionnel à l'art numérique.
Ses recherches autour de l'image s'articulent autour de thématiques telles que l'ésotérisme, la magie, le soin ou encore le chamanisme,.

## Principaux ouvrages
- Lucien Murat, éditions Suzanne Tarasieve, décembre 2019, Paris ; avec des textes de Julie Crenn[12]
- Ut Pictura, Wahib Chehata, éditions Hemeria, octobre 2019, Paris[7]
- Vladimír Škoda, éditions Art Absolument, septembre 2019, Paris ; édition bilingue français-anglais avec des textes de Olivier Kaeppelin, Clément Thibault, Géraldine Bloch et Jean-Pierre Greff[17]
- Fred Forest. Rétrospective au Centre Pompidou, éditions Première Partie, juillet 2017, Paris ; avec des textes de Christiane Paul, Pierre Restany, Harald Szeemann, etc.[18]

## Principales expositions
- «  Dr. Fox, Medecin.e non conventionné.e », avec Katia Feltrin et Jeanne Susplugas, Atelier des Vertus, Paris, 2019. Artistes exposés : Pascal Lièvre, Michèle Magema, Ramuntcho Matta, Myriam Mechita, Côme Di Meglio, Ritual Inhabitual, Jeanne Susplugas, Sarah Trouche[19].
- «  "Miroir", "fixer", voilà des mots qui n'ont rien à faire ici », avec Camille Bardin, Grégoire Prangé, Horya Makhlouf et Henri Guette, galerie Dilecta, Paris, 2019. Artistes exposés : Mircea Cantor, Jan Fabre, Gorsad, Annette Messager, Valérie Mrejen, Bruno Peinado, Anne et Patrick Poirier, Éric Pougeau, Pauline Rousseau, Edgar Sarin, Morgane Tschiember et Lee Ufan[20].
- «  WHY ARE YOU WEARING THAT STUPID MAN SUIT?, solo show de Jimmy Ruf », espace V2Vingt, Bruxelles, 2019[1].
- «  Rituels, Images vivantes », H Gallery, Paris, 2018. Artistes exposés : Sandrine Elberg, Isabelle Levenez, Caroline Le Mehauté, Michel Nedjar, Arthur Novak, Aurore Pallet, Jeanne Susplugas, Ritual Inhabitual, Melvin Way, art classique d'Afrique de l'Ouest[21],[22],[23].
- «  Wormholes #2 », avec Mathieu Weiler, La Ruche, Paris, 2018. Artistes exposés : Jean-Marc Cerino, Pascal Convert, Léo Dorfner, Hugues Dubois, Laurent Grasso, Jean-François Guillon, Hippolyte Hentgen, Caroline Le Méhauté, Fabien Léaustic, Gabriel Léger, Emmanuel Régent, Tim Strokes, Nicolas Tourte, Mathieu Weiler, Brankica Žilović[24],[25].
- «  Wormholes #1 », avec Mathieu Weiler, Galerie Laure Roynette, Paris, 2018. Artistes exposés : Léo Dorfner, Hugues Dubois, Laurent Grasso, Hippolyte Hentgen, Emmanuel Régent, Tim Strokes, Nicolas Tourte, Mathieu Weiler, Brankica Žilović[26],[27],[28].